# Liste des présidents de l'Institut pour les œuvres de religion
Le 27 juin 1942, le pape Pie XII fonde l'Institut pour les œuvres de religion.

## Présidents de l'institut
- Italie : Bernardino Nogara (27 juin 1942 - 1954)
- Italie : Massimo Spada (1954 - 1971)
- États-Unis : Paul Marcinkus (1971 - 1989)
- Italie : Angelo Caloia (it) (1989 - 23 septembre 2009)
- Italie : Ettore Gotti Tedeschi (23 septembre 2009 - 24 mai 2012)
- Allemagne : Ronaldo Hermann Schmitz (de) (25 mai 2012 - 15 février 2013) (par intérim)
- Allemagne : Ernst von Freyberg (de) (15 février 2013[1] - 9 juillet 2014[2])
- France : Jean-Baptiste de Franssu[3], depuis le 9 juillet 2014[2]